# (14858) 1989 UW3
(14858) 1989 UW3 est un astéroïde de la ceinture principale d'astéroïdes découvert en 1989.

## Description
(14858) 1989 UW3 a été découvert le 27 octobre 1989 à l'observatoire Palomar, situé au nord de San Diego en Californie, par Eleanor Francis Helin.

### Caractéristiques orbitales
L'orbite de cet astéroïde est caractérisée par un demi-grand axe de 2,58 UA, un périhélie de 2,08 UA, une excentricité de 0,19 et une inclinaison de 12,37° par rapport à l'écliptique. Du fait de ces caractéristiques, à savoir un demi-grand axe compris entre 2 et 3,2 UA et un périhélie supérieur à 1,666 UA, il est classé, selon la JPL Small-Body Database, comme objet de la ceinture principale d'astéroïdes.

### Caractéristiques physiques
(14858) 1989 UW3 a une magnitude absolue (H) de 13,7 et un albédo estimé à 0,114.